# Vjatsjeslav Starsjinov
Vjatsjeslav Ivanovitsj Starsjinov (Russisch: Вячеслав Иванович Старшинов) (Moskou, 6 mei 1940) was een Sovjet-Russisch ijshockeyer.
Starsjinov won tijdens de Olympische Winterspelen 1964, Olympische Winterspelen 1968 de gouden medaille, de olympische titels waren tevens wereldtitels.
Starsjinov werd tussen 1963 en 1968 zesmaal wereldkampioen.
Starsjinov speelde gedurende het grootste deel van zijn carrière voor HC Spartak Moskou, met deze ploeg werd hij in 1962, 1967 en 1969 landskampioen van de Sovjet-Unie. Na 1973 ging Starsjinov in Japan. In 1978 keerde Starsjinov terug naar Spartak Moskou voor zijn laatste seizoen.